# Vincent Beauvarlet
Pour les articles homonymes, voir Beauvarlet.
 (juillet 2018).
Vincent Beauvarlet, né le 26 mai 1974 à Pointe-à-Pitre, Guadeloupe, est un navigateur et véliplanchiste français.
Après avoir évolué dans le monde de la planche à voile, sport où il remporte un titre de champion du monde des jeunes en 1990 de la catégorie Raceboard puis un titre de vice-champion du monde l'année suivante dans la même catégorie, il fait ensuite carrière dans la voile, participant à de nombreuses courses au large, comme la Transat Québec-Saint-Malo ou la Route du Rhum.

## Biographie
Né en Guadeloupe à Pointe-à-Pitre, fils de Maurice Beauvarlet et Françoise Baiget de famille de créole, normands et de la vielle noblesse d'Abbeville, arrivés dans les colonies en 1798, Vincent Beauvarlet grandit en Guadeloupe à Baie-Mahault. Il obtient un baccalauréat scientifique D au lycée Jardin d’Essais Baimbridge puis fait des études STAPS à l'Université Antilles-Guyane. Il obtient son brevet d’État d’éducateur sportif de voile.
Il débute au club du Cercle sportif de Bas du Fort dont son père est le président. Il évolue cinq années en Optimist, en Funboard.
Durant une dizaine d'années, il obtient trois titres de champion de la caraïbe et CARICOM et en 1990 avec le premier titre de Champion de France jeune en Raceboard à Marseille, suivi trois mois plus tard du titre mondial en jeune (moins de 21 ans). Il rentre sur les listes ministérielles des sportifs de haut niveau espoir (liste des sportifs de haut niveau en 1990,1991,1992,1993.
En 1991 il passe en senior et remporte une huitième place aux championnats de France puis un titre de vice-Champion du monde raceboard en Italie.
Poussé par la Fédération française de voile et la ligue régionale, il pratique, de front avec ses études, les courses sur les planches olympiques. Il remporte plusieurs médailles et places d’honneurs aux semaines internationales olympiques. Il participe également aux grands rendez-vous professionnels du circuit FPBA et WPBA en windsurf professionnel dans les vagues, slalom et race.
Il participe à deux Championnats du monde de kitesurf PKRA (Professional kiteboarding Rider Association) accédant aux phases éliminatoires. A Cabarete à la République dominicaine en 2003 puis au Brésil à Fortaleza en 2004.
En 1998, son ami suisse Steve Ravussin est vainqueur de sa classe sur un trimaran, et le pousse, à reprendre son bateau "Triga 4". En janvier 2002, il décroche son sponsor principal, le Conseil régional de la Guadeloupe. Son trimaran, arborant 50 pieds de long et rebaptisé « Région Archipel Guadeloupe », fait partie de la classe 2.
À la suite d'un chantier de huit mois à Saint-Malo, le team aligne le « Région Archipel Guadeloupe » au départ de la Route du Rhum 2002. En 2002 Vincent Beauvarlet laisse la barre à son second de bord car il ne se sent pas apte à participer à la course. Le bateau est le premier bateau guadeloupéen à franchir la ligne d’arrivée de la Route du Rhum. Vincent Beauvarlet naviguera sur son trimaran de 50 pieds et accumulera plus de 15 000 Milles de navigations en solitaire ou équipage réduit.

## Palmarès

### Planche à Voile
- 1988-1998 : Planche à voile[3] : 10 fois champion de la Guadeloupe et 3 fois champion Inter Caraïbes. (Barbade, îles Vierges)
- 1989 : Championnat de Funboard jeune 11e place.
- 1989 : Championnat de France senior raceboard : 8e place (surclassé)
- 1990 : Champion de France jeune Raceboard Marseille
- 1990 : Champion du Monde Raceboard jeune Espagne Cadix
- 1991 : Vice-Champion du Monde Raceboard Italie Ostia
- 1992-1997 : Intègre l'équipe de France Espoir Olympique (semaines Olympiques Medemblik, Martinique, Championnat de France, Kiev, Championnats d’Europe, de France…)
- 1993-1998 : circuit professionnel de Funboard, places d’honneurs et podium (Crozon Morgat, Gruissan, Caro…). Participe à l’Indoor Paris Bercy show.